# Куассоло
Куассоло (італ. Quassolo, п'єм. Coasseul d'Ivrèja) — муніципалітет в Італії, у регіоні П'ємонт,  метрополійне місто Турин.
Куассоло розташоване на відстані близько 550 км на північний захід від Рима, 55 км на північ від Турина.
Населення — 362 особи (2014).
Щорічний фестиваль відбувається 15 серпня. Покровитель — Assunzione di Maria.

## Демографія
Населення за роками:

Станом на 1 січня 2023 року в муніципалітеті офіційно проживав 21 іноземець з 4 країн, серед них 16 громадян країн Євросоюзу.

## Сусідні муніципалітети
- Боргофранко-д'Івреа
- Броссо
- Сеттімо-Віттоне
- Таваньяско